# 전북구

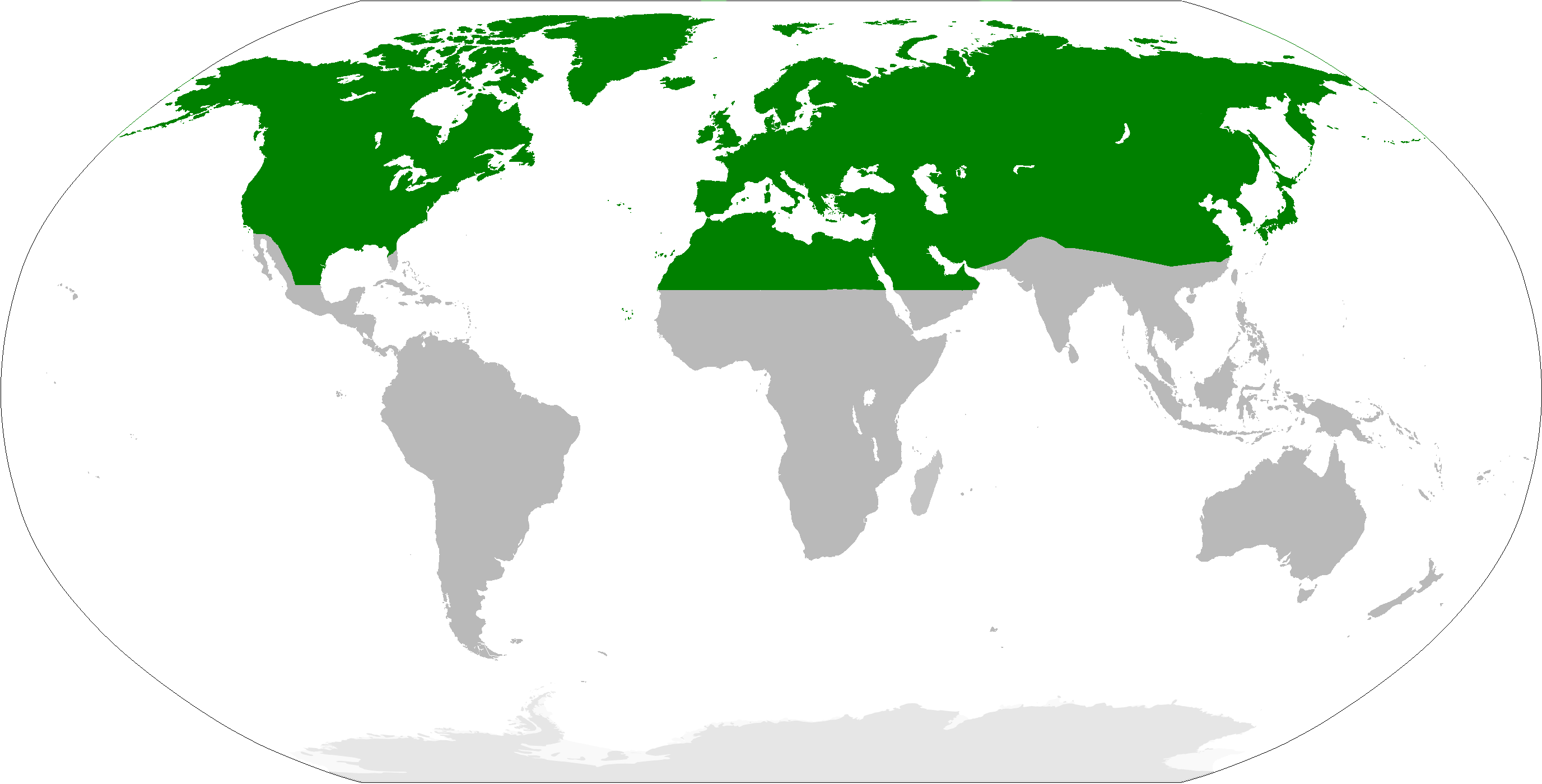
전북구

전북구(全北區, Holarctic)는 구북구와 신북구를 합쳐서 부르는 이름이다. 많은 동식물이 구북구와 신북구에 걸쳐 분포하고 있다.

## 주요 생물
- 큰곰(Ursus arctos)
- 늑대(Canis lupus)
- 붉은여우(Vulpes vulpes)
- 큰까마귀(Corvus corax)